# Kościeniewicze (gmina w województwie lubelskim)
Kościeniewicze – dawna gmina wiejska istniejąca w latach 1809–1954 na Lubelszczyźnie. Siedzibą gminy były Kościeniewicze.
Gmina Kościeniewicze powstała w 1809 roku w Księstwie Warszawskim. Po podziale Królestwa Polskiego na powiaty i gminy z początkiem 1867 roku gmina Kościeniewicze weszła w skład w powiatu bialskiego w guberni siedleckiej (w latach 1912–1915 jako część guberni chełmskiej). Gmina składała się z 7 wsi: Bokinka Królewska, Dąbrowica, Janówka, Kościeniewicze, Ortel Królewski, Wyczółki i Zalutyń.
W 1919 gmina weszła w skład woj. lubelskiego. Podczas okupacji gmina należała do dystryktu lubelskiego (w Generalnym Gubernatorstwie). Według stanu z dnia 1 lipca 1952 roku gmina Kościeniewicze składała się z 10 gromad.
Jednostka została zniesiona 29 września 1954 roku wraz z reformą wprowadzającą gromady w miejsce gmin. Z obszaru gminy utworzono Gromadzkie Rady Narodowe w Dąbrowicy Dużej, Kościeniewiczach i Piszczacu. Po reaktywowaniu gmin z dniem 1 stycznia 1973 roku gminy Kościeniewicze nie przywrócono.